# Gare de Nogent-sur-Seine
Gare de Nogent-sur-Seine – stacja kolejowa w Nogent-sur-Seine, w departamencie Aube, w regionie Grand Est, we Francji.
Znajduje się na linii kolejowej Paryż – Miluza. Została otwarta  w 1848 roku przez Compagnie du chemin de fer de Montereau w Troyes. Jest to stacja Société nationale des chemins de fer français (SNCF), obsługiwana przez pociągi regionalne sieci TER Grand Est.

## Położenie
Znajduje się w km 110,349 linii Paryż – Miluza, pomiędzy stacjami Longueville i Romilly-sur-Seine, na wysokości 64  m n.p.m. W 2019 z usług stacji skorzystało 189 318 pasażerów.

## Historia
Przejazd przez lub w pobliżu Nogent jest zintegrowany z koncesją kolejową z Montereau do Troyes. Compagnie du chemin de fer z Montereau do Troyes zainaugurowała linię 6 kwietnia 1848 i oddała ją do użytku, a także stację w Nogent 10 kwietnia 1848. 

## Linie kolejowe
- Linia Paryż – Miluza